# Urkult
Urkultfestivalen, eller "Folkfest vid Nämforsen", är en årlig festival som sedan 1995 arrangeras i Näsåker, Sollefteå kommun. Den musikaliska inriktningen är folk- och världsmusik med många internationella inslag. 

## Om festivalen
Flera av konserterterna spelas in och sänds på Sveriges Radio. Varje festival invigs med en show som kallas "eldnatten", där eldartister uppträder. Kopplingen till Näsåkers långa historia, med de mångtusenåriga hällristningarna vid Ångermanälven, syns i festivalens logotyp och slogan: "tusentals år senare tänds åter eldarna invid Nämforsen". Festivalen arbetar med rimliga ljudnivåer och har ett speciellt lekområde för barn. All mat som serveras på festivalområdet är ekologisk och avfallet sopsorteras och komposteras. 
Sedan 2010 kan man åka tåg direkt från Stockholm till Ådalsliden, och stationen ligger cirka 600 meter från festivalområdet. Ådalslidens Järnvägsvänner tillsammans med bland andra Nässjö Järnvägsmuseum arrangerar tågresan, som bjuder på livemusik och biovagn.
Den 27 april 2020 meddelades att 2020 års festival ställts in, på grund coronaviruspandemin.